# اتفاق تطبيع العلاقات بين إسرائيل والمغرب
الاتفاق المغربي الإسرائيلي هو اتفاق تطبيع جرى بين المملكة المغربية وإسرائيل في 10 ديسمبر 2020 بوساطة أمريكية لتصبح المغرب سادس دولة عربية تطبع مع إسرائيل بعد مصر (1979) والأردن (1994) والإمارات (2020) والبحرين (2020) والسودان (2020).
أعلن الرئيس الأمريكي دونالد ترامب في تغريدة له في يوم 10 ديسمبر 2020 الساعة 16:10 بتوقيت جرينتش عن حدوث اتفاق بين المغرب بقيادة الملك محمد السادس وإسرائيل بقيادة رئيس الوزراء بنيامين نتنياهو وبموجب هذا الاتفاق ستُقام علاقات دبلوماسية كاملة بين الدولتين.

## التسمية
تُعرف معاهدة السلام (بالإنجليزية: Peace treaty) حسب القانون الدولي بأنه معاهدةٌ (أو اتفاقٌ) بين طرفين أو أكثر من الأطراف المُتعادية (عادةً ما تكون دولًا أو حكوماتٍ) بحيث تُنهي رسميًا حالة الحرب بين الأطراف. وُقعت معاهدة السلام المصرية الإسرائيلية في 26 مارس 1979، وترتب عليها توقف حالة الحرب التي كانت قائمة منذ الحرب العربية الإسرائيلية عام 1948 مع سحب إسرائيل لكامل قواتها المُسلحة والمدنيين من شبه جزيرة سيناء التي كانت قد احتلتها خلال حرب 1967. أما معاهدة السلام الأردنية الإسرائيلية والتي وُقعت في 26 أكتوبر 1994 فقد حسمت العديد من القضايا، ومنها الحدود الإدارية بين الأردن والضفة الغربية التي احتلتها إسرائيل عام 1967، بالإضافة لقضايا المياه والجرائم والبيئة والمعايير الحدودية وجوازات السفر والتأشيرات واللاجئين الفلسطينيين، ونصت مُعاهدة السلام على إنهاء حالة العداء الرسمية بين البلدين.
حسب خبير العلاقات الدولية والدبلوماسي العراقي السابق عمر غانم، فإنه في سياق القضية الفلسطينية يُمكن استعمال مصطلح «معاهدة سلام» مع الدول الحدودية لإسرائيل، والتي كانت قد دخلت في نزاعاتٍ مسلحةٍ مباشرة معها منذ عام 1948، وتشمل سوريا، لبنان، الأردن، مصر، فلسطين. أما «اتفاق التطبيع» فهو يُشير إلى جعل العلاقات طبيعيةً بعد فترةٍ من التوتر أو القطيعة، وتتضمن إنشاء علاقاتٍ دبلوماسية بين إسرائيل والدول المُقاطعة، تضامنًا مع القضية الفلسطينية والدول الحدودية، بالاعتماد على قرارات جامعة الدول العربية ومنظمة التعاون الإسلامي.
يُطلق على الاتفاق المغربي الإسرائيلي العديد من التسميات، وتتضمن: اتفاق التطبيع المغربي الإسرائيلي، معاهدة السلام المغربية الإسرائيلية، اتفاق السلام المغربي الإسرائيلي، الاتفاق الثلاثي (المغربي-الإسرائيلي-الأمريكي).

## تاريخ
في عام 1948 كان موقف المغرب من إسرائيل مثل باقي الدول العربية آنذاك حيث كانت المغرب في حالة حرب مع إسرائيل، وشارك بعض المتطوعين المغاربة في الحروب العربية الإسرائيلية 1948، واستُشهد خلالها 10 مغاربة.
في عهد الملك الحسن الثاني، وُصفت العلاقة بين المغرب وإسرائيل بالمُثيرة للجدل، وبرز ذلك عندما نفذت المخابرات الإسرائيلية (الموساد) عملية ياخين بين نوفمبر 1961 وعام 1964، والتي هجر خلالها بشكل سري أكثر من 97 ألف يهودي مغربي عبر أوروبا إلى إسرائيل، وتلقى المغرب تعويضات مالية بلغت الدفعة الأولى منها نصف مليون دولار.
ووفقًا لشلومو جازيت الضابط في الموساد (كان قائدًا لسلاح المدرعات، ولاحقًا رئيسًا للموساد)، أعلم الحسن الثاني عملاء من الموساد والشاباك (عُرفوا بوحدة العصافير) حول الفندق في الدار البيضاء حيث ستعقد فيه قمة جامعة الدول العربية في سبتمبر 1965، وذاك من أجل تسجيل محادثات القادة العرب في الجلسة السرية حيث تناولوا مسألة استعدادهم للحرب مع إسرائيل. قام بمنحهم طابق كامل في الفندق، وطلب مغادرتهم قبل يوم من بدء القمة العربية.
يعترف المغرب بدولة إسرائيل ضمنيًا منذ 1 سبتمبر 1994، حيث كانت له علاقات دبلوماسية منخفضة المستوى خلال التسعينيات في أعقاب اتفاقات السلام المؤقتة بين إسرائيل والفلسطينيين، تمثلت بافتتاح إسرائيل مكتب اتصال لها في المغرب، وفي عام 1995–96، فتحت المغرب مكتبًا مماثلًا لها في إسرائيل. كما سمحت إسرائيل للمغرب بوجود بعثة دبلوماسية مغربية لدى السلطة الفلسطينية، والتي أنشئت عام 1996 في مدينة غزة، ولاحقًا انتقلت إلى مدينة رام الله. قبل أن تعلق المغرب علاقاتها بإسرائيل احتجاجا على إعلانها وقف عملية السلام مع الجانب الفلسطيني وقمع انتفاضة الأقصى عام 2000. لتعود بعدها العلاقات منذ ذلك الحين بشكل غير رسمي.

## بنود الاتفاق
1. تسهيل الرحلات الجوية المباشرة لنقل اليهود من أصل مغربي والسياح الإسرائيليين من وإلى المغرب؛
2. استئناف الاتصالات الرسمية الثنائية والعلاقات الديبلوماسية في أقرب الآجال؛
3. تطوير علاقات مبتكرة في المجال الاقتصادي والتكنولوجي. ولهذه الغاية، العمل على إعادة فتح مكاتب للاتصال في البلدين، كما كان عليه الشأن سابقا ولسنوات عديدة، إلى غاية 2002.

في 10 ديسمبر 2020، أعلن الرئيس الأمريكي دونالد ترامب عبر سلسلة تغريدات على حسابه الرسمي على تويتر أنَّ المغرب وإسرائيل اتفقا على تطبيع العلاقات بينهما بوساطة أمريكية، كما أعلن في تغريدة أخرى توقيع إعلان يعترف بسيادة المغرب على الصحراء الغربية أسوة باعتراف المملكة المغربية بالولايات المتحدة عام 1777. كما أعلن الديوان الملكي المغربي عن إجراء محادثة هاتفية بين الملك محمد السادس والرئيس الأمريكي دونالد ترامب تباحث بموجبها سبل استئناف الاتصالات الرسمية الثنائية والعلاقات الديبلوماسية والرحلات بين إسرائيل والمغرب، كما أعلن الرئيس الأمريكي إصدار مرسوم رئاسي، بما له من قوة قانونية وسياسية ثابتة، بسيادة المملكة المغربية الكاملة على كافة منطقة الصحراء الغربية. وفي نفس السياق، عزمت الولايات المتحدة على تسهيل التنمية الاقتصادية والاجتماعية في المغرب، بما في ذلك إقليم الصحراء الغربية، وتحقيقا لهذه الغاية ستفتح الولايات المتحدة الأمريكية قنصلية في إقليم الصحراء الغربية في مدينة الداخلة. بموجب الاتفاق أخطرت إدارة دونالد ترامب الكونغريس بصفقة أسلحة للمغرب تضم 4 طائرات عسكرية مسيرة من طراز إم كيو-9 ريبر وذخائر من طراز إيه جي إم-114 هيلفاير وبيفواي وذخائر الهجوم المباشر المشترك بقيمة بلغت مليار دولار.
في نفس اليوم، أعلن الديوان الملكي المغربي على إجراء الملك محمد السادس اتصالا هاتفيا مع رئيس السلطة الوطنية الفلسطينية محمود عباس أبو مازن لإطلاعه على فحوى الاتصال الهاتفي مع الرئيس الأمريكي دونالد ترامب، مؤكدا وفق البيان موقف المملكة الداعم للقضية الفلسطينية الثابت بلا تغيير والقاضي بحل الدولتين، وفق المفاوضات بين الطرفين الفلسطيني والإسرائيلي كسبيل وحيد للوصول إلى حل نهائي ودائم وشامل لهذا الصراع.
في 11 ديسمبر، أصدر وزير الخارجية الأمريكي مايك بومبيو بيانا ثمن من خلاله تطبيع العلاقات المغربية الإسرائلية فيما اعتبره «خطوة رائعة أخرى باتجاه السلام»، بموجبها سيتم السماح بمرور الرحلات الجوية فوق أجواء البلدين وتعزيز التعاون الاقتصادي غير المقيد بين الشركات الإسرائيلية والمغربية، مشيدا في نفس الآن بعمل فريقه والمستشار الخاص جاريد كوشنر. مضيفا «اعترف الرئيس ترامب أيضا بسيادة المملكة المغربية على الصحراء الغربية. ولا تزال الولايات المتحدة تعتبر أن المفاوضات السياسية هي وحدها قادرة على حل المشاكل بين المغرب والبوليساريو. لطالما قلنا إن تلك المفاوضات يجب أن تتم ضمن إطار خطة الحكم الذاتي التي اقترحتها المغرب.»
في 12 ديسمبر، كشف السفير الأمريكي في المغرب عن خريطة المغرب الجديدة التي اعتمدتها الإدارة الأمريكية بكامل إقليم الصحراء الغربية مضيفا اعتزام بلاده فتح قنصلية اقتصادية بمدينة الداخلة لتعزيز الشراكة الإستراتيجية مع المغرب في مجالات الاقتصاد والتنمية والتجارة، بالتوازي مع تعزيز دور المغرب كرائد اقتصادي إقليمي بفضل اتفاقيات التبادل الحر التي عقدها المغرب مع الولايات المتحدة الأمريكية وأوروبا والشرق الأوسط وإفريقيا.
في 14 ديسمبر، جرى تسجيل اعتراف الولايات المتحدة بسيادة المملكة المغربية على كامل أراضي الصحراء الغربية في السجل الفيدرالي الأمريكي. وأعلن عن زيارة مرتقبة لكبير مستشاري البيت الأبيض جاريد كوشنر برفقة وفد إسرائيلي وأمريكي، في أول رحلة تجارية رسمية مباشرة من إسرائيل إلى المغرب بعد استئناف العلاقات المغربية الإسرائيلية بهدف توقيع اتفاقيات تشمل قطاعات متعددة من ضمنها السياحة والنقل الجوي والاستثمار والصناعة والاقتصاد بالإضافة إلى قطاعات أخرى يجري إعداد اتفاقيات بشأنها.

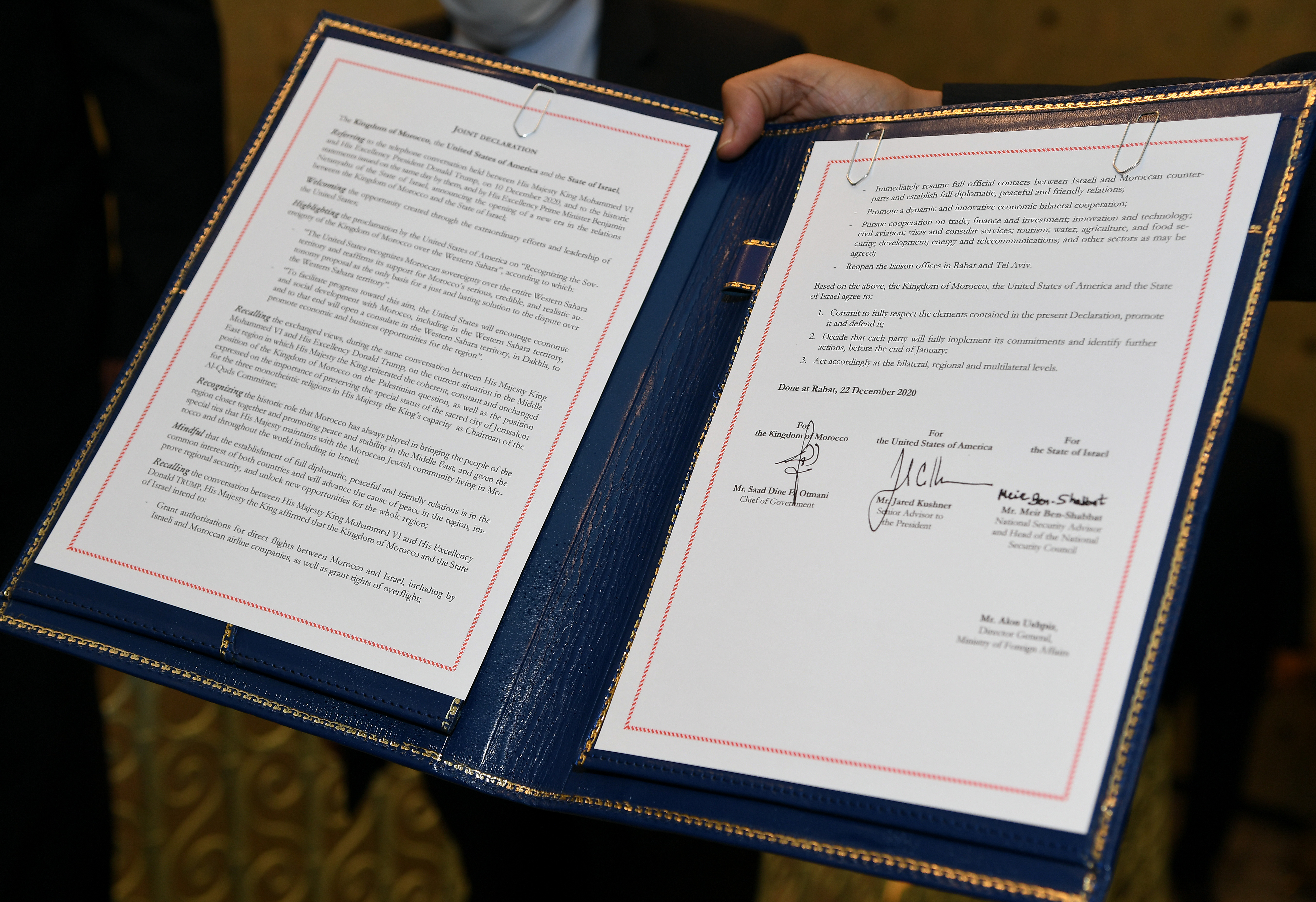
إعلان مشترك بين المملكة المغربية وإسرائيل والولايات المتحدة الأمريكية في ديسمبر 2020

في 22 ديسمبر، أعلن الديوان الملكي المغربي عن استقبال الملك محمد السادس وفدا يضم جاريد كوشنر ومئير بن شبات، مستشار الأمن القومي الإسرائيلي وأفراهام بيركوفيتش، المساعد الخاص لرئيس الولايات المتحدة الأمريكية والممثل الخاص المكلف بالمفاوضات الدولية. وآدام سيث بويلر، الرئيس المدير العام لشركة تمويل التنمية الدولية للولايات المتحدة الأمريكية، بحضور فؤاد عالي الهمة مستشار الملك المغربي وناصر بوريطة وزير الشؤون الخارجية والتعاون الإفريقي والمغاربة المقيمين بالخارج حيث تباحث الأطراف التطبيق الكامل لكافة القرارات والتدابير المعلنة بما فيها الاستئناف الكامل للاتصالات والعلاقات الدبلوماسية والرسمية بين إسرائيل والمغرب وتشجيع التعاون الاقتصادي الثنائي والعمل من أجل إعادة فتح مكتبي الاتصال في الرباط وتل أبيب. بالإضافة إلى تجديد المملكة المغربية موقفها الثابت بشأن القضية الفلسطينية، والقائم على حل الدولتين وعلى المفاوضات بين الجانبين الفلسطيني والإسرائيلي كسبيل وحيد للتسوية؛ بالإضافة لالتزام الملك محمد السادس كرئيس لجنة القدس، بالحفاظ على الطابع الإسلامي للمدينة المقدسة. كما تم التوقيع على إعلان مشترك بين المملكة المغربية والولايات المتحدة الأمريكية وإسرائيل، وقعه رئيس الحكومة المغربي سعد الدين العثماني وجاريد كوشنر ومئير بن شبات.
بموجب الزيارة، وقعت المغرب والولايات المتحدة الأمريكية اتفاقيتين:
- الاتفاقية الأولى: وقعت بين وزير الاقتصاد والمالية المغربي محمد بنشعبون والرئيس التنفيذي الأول لمؤسسة تمويل التنمية الدولية الأمريكية آدام سيث بويلر تتضمن مساعدات استثمارية بقيمة 3 ملايير دولار أمريكي، في كل من المغرب وبلدان إفريقيا جنوب الصحراء، بتنسيق مع شركاء مغاربة.
- الاتفاقية الثانية: وقعت بين الوزير المنتدب لدى وزير الشؤون الخارجية المغربي محسن الجزولي وآدام سيث بويلر، تتضمن إعلانا للنوايا بين حكومتي البلدين بخصوص المبادرة الأمريكية ازدهار أفريقيا للنهوض بالتجارة والاستثمارات في إفريقيا وبناء عليه سيجري افتتاح فرع للوكالة بسفارة الولايات المتحدة بالرباط.

في 24 ديسمبر، أعلن وزير الخارجية الأمريكي مايك بومبيو بدء عملية إنشاء قنصلية أمريكية في الصحراء الغربية، وافتتاح مركز تواجد افتراضي فعال فورا مضيفا «نتطلع إلى تعزيز التنمية الاقتصادية والاجتماعية، وإشراك شعوب هذه المنطقة.»

## مجلس الأمن
في 11 ديسمبر، أفاد المتحدث باسم الأمين العام للأمم المتحدة، ستيفان دوجاريك، خلال إحاطته الصحفية اليومية أن الأمم المتحدة تأمل أن يؤدي تطبيع العلاقات الثنائية بين المغرب وإسرائيل إلى مزيد من التعاون وإيجاد فرص جديدة لدفع السلام والازدهار الاقتصادي في شمال إفريقيا ومنطقة الشرق الأوسط. أما موقف الأمين العام بشأن الصحراء الغربية فلم يتغير، ولا يزال مقتنعا بأن حل مسألة الصحراء الغربية ممكن وفقا لقرارات مجلس الأمن ذات الصلة.
في 15 ديسمبر، أبلغت كيلي كرافت الممثلة الدائمة للولايات المتحدة لدى الأمم المتحدة، من خلال رسالة بعثت بها رسميا لمجلس الأمن الدولي والأمين العام للأمم المتحدة، تضمن «تتشرف الولايات المتحدة بتقديم الإعلان المرفق حول الاعتراف بسيادة المملكة المغربية على الصحراء الغربية. ففي 10 ديسمبر 2020، أصدر الرئيس دونالد ج.ترامب إعلان الاعتراف "أن الصحراء الغربية بأكملها جزء من المملكة المغربية معبرا على أن اقتراح المغرب للحكم الذاتي هو الأساس الوحيد لحل عادل ودائم للنزاع على أراضي الصحراء الغربية. قم بتعميم هذه الرسالة وارفاقها كوثيقة من وثائق مجلس الأمن".» بموجبه تمت برمجة جلسة مغلقة في مجلس الأمن يوم الإثنين 21 ديسمبر لمناقشة القضية بطلب من ألمانيا.
في 21 ديسمبر، أفاد المتحدث باسم الأمين العام للأمم المتحدة، ستيفان دوجاريك، خلال إحاطته الصحفية اليومية عن انعقاد جلسة مغلقة ظهر اليوم في مجلس الأمن بشأن الصحراء الغربية. حيث ستقدم مساعدة الأمين العام لمنطقة أفريقيا بينتو كيتا، ورئيس بعثة الأمم المتحدة للاستفتاء في الصحراء الغربية كولين ستيوارت إحاطة بالوضع. كما سيقدم رئيس مجلس الأمن إحاطة إعلامية بعد ظهر اليوم. عقب إنتهاء الجلسة المغلقة لمجلس الأمن صرح سفير جنوب إفريقيا لدى الامم المتحدة جيري ماتجيلا: «"إن القرارات المخالفة للقرارات الجماعية المتعددة الأطراف يجب مقاومتها وتجاهلها بشكل تام"» مضيفا «"نعتقد أن أي اعتراف بالصحراء الغربية كجزء من المغرب هو بمثابة الاعتراف بعدم الشرعية لأن هذا الاعتراف يتعارض مع القانون الدولي"».

## ردود الفعل الدولية

### المنظمات
- الأمم المتحدة: صرح المتحدث الرسمي باسم الأمين العام للأمم المتحدة ستيفان دوجاريك خلال مؤتمره الصحفي اليومي بأن موقف الأمين العام للأمم المتحدة لم يتغير، حيث لا يزال مقتنعا بأن حل قضية الصحراء الغربية ممكن، على أساس قرارات مجلس الأمن.[49][50]
- الاتحاد الأوروبي : صرح الممثل السامي للاتحاد الأوروبي للشؤون الخارجية والسياسة الأمنية جوزيب بوريل «نرحب بالخطوات المهمة في العلاقات بين إسرائيل والمغرب. سيؤدي هذا إلى مزيد من تطبيع العلاقات الإسرائيلية / العربية، والمساهمة في جهود السلام في الشرق الأوسط». مضيفا «الصحراء الغربية: يدعم الاتحاد الأوروبي جهود الأمين العام للأمم المتحدة بما يتماشى مع قرارات مجلس الأمن الدولي ذات الصلة.» [51][52]

### العالم الإسلامي
- مصر: ثمن رئيس جمهورية مصر العربية الخطوة المغربية مغردا عبر حسابه الرسمي على تويتر «تابعت باهتمام بالغ التطور المهم بشأن اتفاق المغرب وإسرائيل على تطبيع العلاقات بينهما برعاية أمريكية. أثمن هذه الخطوة الهامة باعتبارها تحقق مزيد من الإستقرار والتعاون الإقليمي في منطقتنا.» [53][54][55]
- الإمارات العربية المتحدة: رحب ولي عهد أبو ظبي محمد بن زايد آل نهيان مغردا عبر حسابه الرسمي على تويتر «نرحب بإعلان الولايات المتحدة الاعتراف بسيادة المغرب الشقيق على الصحراء المغربية، وبقرار الرباط إستئناف الاتصالات والعلاقات الدبلوماسية مع دولة إسرائيل..  خطوة سيادية تساهم في تعزيز سعينا المشترك نحو  الاستقرار والازدهار والسلام العادل والدائم في المنطقة.»[54][56][57] فيما أصدرت وزارة الخارجية والتعاون الدولي الإمارتي بيانا أشادت فيه "باعتراف الولايات المتحدة بالسيادة المغربية على كافة أراضيها كما رحبت بقرار المملكة استئناف الاتصالات الرسمية الثنائية والعلاقات الدبلوماسية مع إسرائيل.[58]
- البحرين: وفقا لوكالة الأنباء البحرينية رحب ملك البحرين حمد بن عيسى آل خليفة باعتراف الولايات المتحدة الأمريكية بسيادة المملكة المغربية على منطقة الصحراء المغربية وافتتاح قنصلية أمريكية في مدينة الداخلة باعتباره خطوة تاريخية مهمة تعزز من السيادة الترابية والحقوق المغربية في الصحراء المغربية. كما أشاد باقامة الاتصالات الرسمية والعلاقات الدبلوماسية بين المملكة المغربية وإسرائيل الامر الذي من شأنه تعزيز فرص تحقيق السلام والاستقرار والازدهار في المنطقة.[54][59]
- تركيا: علق وزير الخارجية التركي مولود تشاويش أوغلو في اتصال هاتفي مع وزير الخارجية المغربي ناصر بوريطة، بأن «"كل بلد لديه حرية إقامة العلاقات مع أي بلد يريده، على ألا يكون ذلك على حساب القضية الفلسطينية"».[60][61][62]
- إيران: أدان حسين أمير عبد اللهيان المستشار الخاص لرئيس مجلس الشورى الإسلامي في إيران، الخطوة المغربية مصرحا «اعلان تطبيع العلاقات #المغرب_العربية مع الكيان المزور المحتل للقدس خيانة وطعنة على ظهر فلسطين المقاومة. إذا اغفل بعض حكام العرب عن الإسلام المحمدي الأصيل عليهم أن يتأملوا على الأقل في الغيرة العربية. إن الصهاينة لن يكون لهم مكانا" في مستقبل المنطقة.»[63][64][65]
- جزر القمر: وفقا لوزارة الخارجية المغربية أكدت وزارة الخارجية والتعاون الدولي المكلفة بشؤون المغتربين في اتحاد جزر القمر، في بيانها أنها علمت بارتياح كبير اعتراف الولايات المتحدة الأمريكية، على السيادة المغربية على الصحراء"، الأمر الذي يشكل نقطة تحول كبيرة في نتيجة الصراع حول الصحراء المغربية.[66]
- عُمان: أصدرت وزارة الخارجية العمانية بيانا عبر حسابها الرسمي على تويتر رحبت من خلاله السلطنة بما أعلنه ملك المغرب « ترحب سلطنة عُمان بما أعلنه جلالة الملك محمد السادس عاهل المملكة المغربية الشقيقة في اتصالاته الهاتفية بكل من فخامة الرئيس الأمريكي دونالد ترامب وفخامة الرئيس الفلسطيني محمود عباس، وتأمل أن يعزز ذلك من مساعي وجهود تحقيق السلام الشامل والعادل والدائم في الشرق الأوسط.»[67][68]
- الكويت: أصدرت وزارة الشؤون الخارجية الكويتية بيانا رحبت من خلاله بقرار الولايات المتحدة الأمريكية الاعتراف بسيادة المملكة المغربية على كامل الأراضي المغربية، مؤكدة بأن هذه الخطوة تأتي لتسهم في الوصول إلى الحل العادل والدائم للنزاع بشأن الصحراء المغربية، مشيرة في بيانها إلى أن ترحيبها بهذه الخطوة إنما يأتي إنسجاما مع موقف دولة الكويت في دعم سيادة المغرب ووحدة ترابه.[69][70][71]
- الجزائر: نددت وزارة الخارجية الجزائرية بهذا الاتفاق وقالت بأن الاتفاق «ليس له أي أثر قانوني، لأنه يتعارض مع جميع قرارات الأمم المتحدة، وخاصة قرارات مجلس الأمن بشأن مسألة الصحراء الغربية، وآخرها القرار رقم 2548 الصادر بتاريخ 30 أكتوبر/تشرين الثاني 2020، الذي صاغه ودافع عنه الجانب الأمريكي.»[72]

### أفريقيا
- الغابون: أصدرت حكومة جمهورية الغابون بيانا على حسابها الرسمي تويتر جاء فيه «ترحب حكومة جمهورية الغابون بقرار الولايات المتحدة الأمريكية الاعتراف بسيادة المملكة المغربية على كامل منطقة الصحراء المغربية وفتح قنصلية للولايات المتحدة في الداخلة. كما ترحب الحكومة بالنداء الذي وجهه جلالة الملك محمد السادس إلى رئيس السلطة الفلسطينية محمود عباس، والذي أكد فيه جلالة الملك من جديد موقف المملكة المغربية الثابت بشأن مكانة مدينة القدس الشريف المقدسة وإرادته القوية للعمل من أجل استقرار دائم في الشرق الأوسط حيث تعيش فلسطين وإسرائيل جنبًا إلى جنب. وأخيراً، تعرب حكومة جمهورية الغابون عن ارتياحها لالتزام جلالة الملك محمد السادس ورئيس الولايات المتحدة الأمريكية بالعمل على حل الأزمة في الخليج من أجل السلام والاستقرار. للعالم العربي كله.»[73]
- جمهورية إفريقيا الوسطى: وفقا لوزارة الخارجية المغربية رحبت وزارة الشؤون الخارجية ومواطني إفريقيا الوسطى بالخارج في بلاغ صادر لها «بالقرارات الأخيرة التي اتخذت على التوالي من قبل الولايات المتحدة الأمريكية والمملكة المغربية، والتي تؤكد على التزام القائدين، صاحب الجلالة ملك المغرب ورئيس الولايات المتحدة الأمريكية على العمل سويا من أجل تسوية أزمة الخليج وإحلال السلام والاستقرار في العالم العربي».[74][75]

### أوروبا
- فرنسا: أصدرت الجهورية الفرنسية بيانا على حسابها الرسمي تويتر جاء فيه «"ترحب فرنسا بالإعلان عن استئناف العلاقات الدبلوماسية بين المغرب وإسرائيل وهما شريكان أساسيان لها، وترحب في هذا الإطار بتذكير السلطات المغربية بدعمها لحل القائم على دولتين تعيشان جنبًا إلى جنب في سلام وأمن، وكذلك أهمية المفاوضات بين الأطراف للتوصل إلى سلام دائم، وفرنسا حريصة مع شركائها على المساهمة في استئناف الحوار استنادا إلى القانون الدولي والمعايير المعتمدة. لقد استمر النزاع في الصحراء الغربية طويلا ويشكل تهديدا مستمرا يتصاعد التوتر كما رأينا في الأونة الأخيرة في الكركرات. فرنسا حريصة على البحث عن حل سياسي في إطار الشرعية الدولية، واستنادا إلى ذلك، تدعم فرنسا حلاً عادلاً ودائماً ومقبولاً لدى الجميع وفق قرارات مجلس الأمن في الأمم المتحدة. ومن هذا المنطلق، تعتبر أن خطة الحكم الذاتي التي قدمها المغرب أساس محادثات جادة وموثوقة".»[76][77][78][79]
- روسيا: أدان نائب وزير الخارجية الروسي ميخائيل بوجدانوف اعتراف واشنطن بسيادة المغرب على الصحراء الغربية مضيفا لوكالة الأنباء الروسية «"انه انتهاك للقانون الدولي.. هناك قرارات ذات صلة.. هناك بعثة اممية لاجراء استفتاء في الصحراء الغربية.. كل ما فعله الامريكيون الان هو قرار من جانب واحد يتجاوز القانون الدولي وقرارات مجلس الأمن الدولي التي صوت لها الأمريكيون أنفسهم.»[80] مستطردا «موسكو تعتبر إقامة العلاقات بين المغرب وإسرائيل "ضرورية لإقامة روابط خصوصا أنه كان هناك دائماً جالية يهودية كبيرة في المغرب وقد تم الحفاظ على اتصالات تاريخية وإنسانية".»[65] كما رحبت وزارة الخارجية الروسية على لسان وزير خارجيتها بالاتفاق بين إسرائيل والمغرب على تطبيع العلاقات، على أساس أنه سيساهم في حل سريع وعادل للقضية الفلسطينية وتحسين الوضع العام في البلاد ومنطقة الشرق الأوسط. وفي الوقت نفسه أضاف «فيما يتعلق بهذا الحدث، اتخذت واشنطن خطوة أخرى أحادية الجانب تهدد الاستقرار الإقليمي. هذا اعتراف بالسيادة الأمريكية على كامل أراضي الصحراء الغربية ونية فتح قنصلية أمريكية هناك. بهذا القرار، ذهبت إدارة ترامب لتقويض الإطار القانوني الدولي المقبول عمومًا لتسوية الصحراء الغربية، والذي ينص على تحديد الوضع النهائي لهذه المنطقة من خلال استفتاء. قد يؤدي هذا الموقف الجديد للولايات المتحدة إلى تعقيد خطير للجهود التي تبذلها الأمم المتحدة لتعزيز تسوية الصحراء الغربية، وتفاقم العلاقات بين الأطراف المعنية مباشرة، وإثارة موجة جديدة من العنف المسلح في منطقة الصحراء الكبرى» معتبرا أن موقف موسكو المبدئي من قضية الصحراء الغربية لم يتغير.[81] في المقابل صرح لطفي بشارة سفير المغرب في روسيا أن اتفاق المغرب بتطبيع العلاقات مع إسرائيل لا ينتهك حقوق الفلسطينيين ولم يكن اتفاقًا مقابل الاعتراف بالسيادة المغربية على الصحراء الغربية مضيفا «"هذا ليس "تطبيعا" أو "صفقة"... الدبلوماسية المغربية تقوم على مبادئ، وقد اتخذنا خيارنا. قرار إعادة إنشاء مكتب الاتصال بين المغرب وإسرائيل هو خطوة متضمنة في خطة بناءة لتعزيز السلام في المنطقة".»[82]
- مالطا: صرحت وزارة الخارجية المالطية عبر تغريدة لها على حسابها الرسمي على تويتر «لم يتغير موقف مالطا بشأن الصحراء الغربية حل سياسي عادل ودائم ومقبول للطرفين، والذي سيوفر حق تقرير المصير لشعب الصحراء الغربية، بما يتماشى مع القانون الدولي. مالطا تدعم الأمم المتحدة في قيادة العملية.»[83][84]
- البرتغال: صرحت وزارة الخارجية البرتغالية عبر تغريدة لها على حسابها الرسمي على تويتر «ترحب البرتغال بالإعلان عن إعادة العلاقات الدبلوماسية بين المغرب وإسرائيل. وتعتقد البرتغال أنها ستسهم في السلام والاستقرار الإقليميين، وأنها ستحفز استئناف عملية السلام في الشرق الأوسط، على أساس مبادئ القانون الدولي والمعايير المتفق عليها. فيما يتعلق بمسألة الصحراء الغربية، سنواصل دعم جهود الأمين العام للأمم المتحدة في البحث عن حل سياسي عادل ودائم ومقبول للطرفين.»[85]

### القارة الأمريكية
- البرازيل: أصدرت وزارة الشؤون الخارجية البرازيلية بيانا جاء فيه «ترحب الحكومة البرازيلية بقرار المملكة المغربية ودولة إسرائيل بإقامة علاقات دبلوماسية كاملة، والذي تم الإعلان عنه بالاشتراك مع الولايات المتحدة الأمريكية، وتحتفل بهذا الإنجاز بالنسبة للبلدين ومناطقهما. لقد تعززت علاقات الصداقة والتعاون بين البرازيل وإسرائيل والمغرب بقوة غير مسبوقة منذ عام 2019. من خلال الترحيب بهذه المرحلة الجديدة من الحوار بين إسرائيل والمغرب، تعزز الحكومة البرازيلية عزمها على مواصلة العمل من أجل السلام والازدهار في منطقة الشرق الأوسط وشمال أفريقيا.»[86]
- غواتيمالا: أصدرت جمهورية غواتيمالا بيانا عبر وزارة الخارجية جاء فيه «ترحب حكومة جمهورية غواتيمالا، من خلال وزارة الخارجية، بالقرار الذي أعلنته حكومة الولايات المتحدة الأمريكية بالاعتراف بسيادة المملكة المغربية على الصحراء الغربية، من خلال الإعلان المؤرخ 10 ديسمبر 2020. تدعم حكومة جمهورية غواتيمالا جميع الجهود الرامية إلى البحث عن حل سياسي لحل هذا النزاع الإقليمي وترى أيضًا أن مبادرة الحكم الذاتي التي قدمتها المملكة المغربية عام 2007 تشكل مبادرة واقعية وذات مصداقية سيكون التوصل إلى حل تفاوضي في إطار احترام وحدة أراضي المملكة المغربية وسيادتها الوطنية.»[87] كما أردفت في بيان أخر «ترحب حكومة جمهورية غواتيمالا من خلال وزارة الخارجية، بإعادة العلاقات الدبلوماسية بين المملكة المغربية ودولة إسرائيل، وتحتفل بهذه المرحلة الجديدة من الحوار. بين تلك الدول الصديقة، مما يشكل جهدا كبيرا لتحقيق السلام والاستقرار في منطقة الشرق الأوسط. وتتطلع جمهورية غواتيمالا إلى أن تشمل هذه المبادرة أيضا الدول الأخرى المشاركة في عملية السلام هذه، في الإطار القانوني لما تم اعتماده في هيئات الأمم المتحدة المختلفة وفي إطار الاحترام الكامل لقواعد القانون الدولي.»[88]
- فنزويلا: صرحت البعثة الدبلوماسية لجمهورية فنزويلا لدى المملكة المغربية عبر تغريدة لها على حسابها الرسمي على تويتر «نهنئ المملكة المغربية على إعادة العلاقات الدبلوماسية مع إسرائيل وعلى الاعتراف الذي حصلت عليه من الولايات المتحدة الأمريكية بخصوص اقتراحها في الصحراء. نأمل أن يساهم هذا التقدم في السلام والاستقرار.»[89]
- الولايات المتحدة: صرح وزير الخارجية الأمريكي مايك بومبيو عبر تغريدة له على حسابه الرسمي على تويتر «اقترب العالم من السلام مع التصريحات المهمة التي أدلى بها الرئيس دونالد ترامب أمس والتي اعترفت بسيادة المغرب على الصحراء الغربية وبشأن إقامة علاقات المغرب مع إسرائيل.»[90]
- بيرو: وفقا لوزارة الخارجية المغربية توصلت بملتمس من البرلمان البيروفي يشيد بموجبه البرلمان بقرار الولايات المتحدة الأمريكية الاعتراف بسيادة المغرب على الصحراء الغربية، وبفتح قنصلية بمدينة الداخلة، مجددا دعمه لمبادرة الحكم الذاتي التي تقدم بها المغرب باعتبارها «الحل الوحيد الواقعي والقابل للتطبيق» لتسوية النزاع في الصحراء.[91][92]

### شخصيات وأحزاب
- صرح السناتور الجمهوري جيم إنهوف في كلمة له في مجلس الشيوخ الأمريكي «أعتقد أنه يجب على جميع الدول الاعتراف بإسرائيل والإشادة بجهود الرئيس الغير المسبوقة لتعزيز الاعتراف بين إسرائيل والدول العربية من خلال الاتفاقات الإبراهيمية.» مضيفا «إعلان البيت الأبيض اليوم عن السيادة المغربية على الصحراء الغربية صادم ومخيب للآمال للغاية. يحزنني بيع حقوق الشعب الصحراوي.»[93] فيما غرد جون بولتون مستشار الأمن القومي السابق في إدارة دونالد ترامب «كان ترامب مخطئًا في التخلي عن ثلاثين عامًا من السياسة الأمريكية بشأن الصحراء الغربية لمجرد تحقيق نصر سريع في السياسة الخارجية. كان من الممكن التوصل إلى اتفاق إسرائيلي مغربي دون التخلي عن التزام الولايات المتحدة بالاستفتاء الصحراوي على مستقبل الصحراء الغربية، كما قال السناتور جيم إينهوفي بحق»[94][95] مضيفا «اعتراف ترامب بالسيادة المغربية على الصحراء الغربية يلقي بالشعب الصحراوي تحت الحافلة ويتخلى عن ثلاثة عقود من الدعم الأمريكي لتقرير المصير عبر استفتاء. سيرث بايدن صفقة أخرى من "صفقات" ترامب المتهورة وغير الضرورية»[96][97]
- صرح عضو البرلمان الأوروبي والمتحدث الرسمي باسم حزب فوكس المتطرف خورخي بوكسادي في مؤتمر صحفي في مقر الحزب، بأن تغيير موقف الولايات المتحدة برعاية الرئيس دونالد ترامب يظهر أن «إسبانيا لم تعد مهمة من وجهة النظر الدولية للولايات المتحدة، التي أصبحت تعتبر المغرب شريكًا أكثر موثوقية» من بلده، منبها «لخطورة» إبرام المغرب لاتفاقية تجارية مع المملكة المتحدة فور خروجها من الاتحاد الأوروبي ما سوف يشكل ضربة لقطاع الزراعة والثروة السمكية الإسبانية.[98]
- صرح المتحدث الرسمي باسم حزب الباسك القومي ايتور استيبان في مناقشة مجلس النواب الإسباني أنه لا أحد يشكك في «الأهمية الجيوستراتيجية» التي اكتسبها المغرب لإسبانيا والاتحاد الأوروبي، خاصة في قضايا مثل الإرهاب والهجرة وفي هذا الصدد يعتقد الحزب أن المغرب هو «عامل مهم يجب الاهتمام به» كما أقر المتحدث الرسمي باسم الحزب على ضرورة إيجاد حل إنساني وسياسي في الصحراء الغربية التي تتحمل «إسبانيا مسؤولية مباشرة للغاية». كما اعتبر أن الجانب الصحراوي قد أضاع الفرص وأن البوليساريو يجب أن تعرف «ما هو ممكن وما هو مستحيل، لأن العالم قد تغير كثيرًا في السنوات الأخيرة».[99]
- استنكرت الحركة الدستورية الإسلامية في الكويت هذا الاتفاق عبر بيان رسمي وأكدت بأن «هذا القرار الخطير طعنة في الظهر لقضية المسلمين الأولى ودعما للاحتلال الصهيوني المحتل لأرض الإسراء والمسجد الاقصى» وأضافوا «تندد الحركة الدستورية الإسلامية بالموقف المتخاذل والمخزي لحكومة حزب العدالة والتنمية ذو المرجعية الإسلامية، معتبرة أنه إن كان التطبيع الناتج من حكومات متخاذلة يعتبر خيانة فهي خيانة أكبر إذا ما صدر ذلك عن حكومة يديرها حزب يتبنى فكرا إسلاميا!»[100]
- أعلن المُتحدث باسم حركة المقاومة الإسلامية (حماس) حازم قاسم بأن تطبيع العلاقات بين الدولتين هي «خطيئة سياسية لا تخدم القضية الفلسطينية وتشجع الاحتلال على تنكره لحقوق شعبنا» وأضاف بأن «الاحتلال يستغل كل حالات التطبيع من أجل زيادة جرعة سياسته العدوانية ضد شعبنا الفلسطيني وزيادة تغوله الاستيطاني»[101]
- أدانت الجبهة الشعبية لتحرير فلسطين هذا الاتفاق وقالت «أنّ الإعلان عن تطبيع العلاقات المغربيّة مع العدو الصهيوني يوم أسود في تاريخ شعبنا وأمتنا العربيّة، بحيث يُشهر النظام المغربي علاقاته المديدة مع العدو، ويلتحق في هذا الإشهار بمن سبقوه إلى وحل الخيانة، كنظامي الإمارات والبحرين.»[102]
- استنكرت حركة الأحرار الفلسطينية التطبيع المغربي الإسرائيلي وقالت «لم يكن مفاجئاً الإعلان عن تساقط النظام المغربي وارتماؤه في أحضان العدو الصهيوني، وقد كان هذا واضحاً لكل من لديه بصيرة من أبناء الأمة.» وأضافوا «هذا الموقف للنظام المغربي المُدان والمرفوض يُفقِده الأهلية ويسحب من تحت أقدامه كل المسميات الدينية الكبيرة التي كان يتستر خلفها ويتاجر من خِلالها بقضايا الشعوب والأمة العربية والاسلامية.»[103]
- أصدر حركة المجاهدين الفلسطينية بيانًا يستنكر به الاتفاق المغربي الإسرائيلي مؤكدين بأنهُ «يشكل ضربة جديدة في صدر الأمة» وأضافوا بأن «اعلان التطبيع مع الكيان لا ينم عن إرادة الشعب المغربي الشقيق»[104]
- استنكرت حركة الجهاد الإسلامي في فلسطين الاتفاق المغربي الإسرائيلي عبر بيانًا رسميًا وقالت «إن ما أقدم عليه النظام الحاكم في المغرب من تطبيع للعلاقات مع دولة الاحتلال، هو خيانة لثوابت الإسلام والعروبة وتفريط بالقدس وفلسطين، مؤكدة أن مسلسل هرولة الأنظمة العربية نحو الكيان الصهيوني سيكون لعنة عليها وعلى رموزها.» واعربت عن ثقتها «بأن الشعب المغربي يرفض بشدة التطبيع مع الاحتلال الصهيوني، مشيرة إلى أن أرض المملكة المغربية لن تكون مرتعا للصهاينة، وأن الشعب المغربي وقواه السياسية سترفض التطبيع وتتصدى له.»[105]
- استنكر حزب الشعب الفلسطيني التطبيع عبر تصريح صحفي وأكد «أن تطبيع العلاقات مع دولة الاحتلال الصهيوني يمثل خروجاَ عن مبادرة السلام العربية ومكافأة جديدة للاحتلال على استمرار ممارساته العدوانية وتنكره لحقوق شعبنا الفلسطيني.»[106]